# 토드 벨
토드 앤서니 벨(Todd Anthony Bell, 1958년 11월 28일 ~ 2005년 3월 16일)은 미국의 미식축구 선수이며, 포지션은 세이프티이다.

## 생애
1981년 내셔널 풋볼 리그의 시카고 베어스에서 프로 무대에 데뷔했으며, 1984년 프로 볼에 지명되는 등 뛰어난 활약을 펼쳤다. 하지만 1985년 소속팀과의 계약 분쟁으로 그 해 경기에 나오지 못했으며, 1986년 햄스트링 부상까지 겹쳐 주전에서 밀려 결국 1988년 자유 계약으로 필라델피아 이글스로 이적했다. 이적 이후에는 세이프티로 활약했으나, 1989년 10월 2일 시카고 베어스와의 경기에서 왼쪽 다리가 부러지는 부상을 당해 은퇴를 선언하였다.
2005년 3월 16일 자가용을 타고 오하이오주 레이놀즈버그의 고속도로를 달리던 도중 길가의 주택을 들이받는 사고를 당한 뒤 사망했으며, 이후 부검 결과 교통사고로 인한 상해가 아닌 심근 경색으로 사망한 것으로 밝혀졌다.